# Hltan

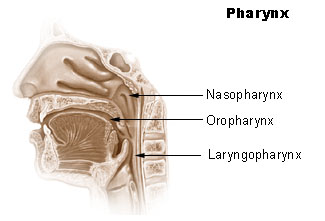
Schéma hltanu

Hltan (lat. pharynx) je společný oddíl trávicí a dýchací soustavy, kde se potrava smršťováním svalů posouvá do jícnu a žaludku.

## Podoba u různých živočichů
Pojem „hltan“ označuje různé trubice v předních částech trávicích soustav živočichů. Někdy vzniká vchlípením okrajů ústní dutiny u žahavců, objevuje se také za ústním otvorem ploštěnek (často tento hltan vyčnívá ven z těla) nebo u vířníků (zde se nazývá mastax a je silný a osvalený, slouží ke žvýkání). Hltan se v určité podobě vyskytuje u většiny rozvinutějších živočichů a samozřejmě i u strunatců. U vodních obratlovců je perforován hltan žaberními štěrbinami, u těch suchozemských k tomuto dochází pouze v embryonálním vývoji.

## Stavba lidského hltanu
Hltan je trubice nálevkovitého tvaru. Tvoří navazující trubici, která spojuje dutinu nosní a ústní se žaludkem. Hltan je umístěn v zadní části hrdla, jeho délka je u člověka patnáct centimetrů a je obdobně jako žaludek vystlán sliznicí, aby byl chráněn před žaludečními šťávami. Stěna hltanu je z vaziva a svaloviny.
Je zavěšen na lebeční spodině a v rovni prstencové chrupavky hrtanu prochází do trubicovitého jícnu. Hranici mezi nosní a ústní částí hltanu tvoří měkké patro. Slouží jako křižovatka dýchacích a polykacích cest.

## Části
Lidský hltan má tři oddíly:
1. nosohltan
2. ústní část hltanu
3. hrtanová část

### Nosohltan
Nosohltan (nasopharynx) vyrovnává tlak mezi dutinou nosohltanu a dutinou středoušní, na jeho zadní stěně je lymfatická tkáň.

### Ústní část hltanu
Ústní část hltanu (oropharynx) leží za ústní dutinou. Patrové mandle leží mezi dvěma řasami.

### Hrtanová část
Hrtanová část (laryngopharynx) je třetí část hltanu: v přední stěně laryngofaryngu je vstup do hrtanu.

## Faryngitida
Zánět hltanu se označuje pojmem faryngitida.